# Bodrišna vas
Bodrišna vas este o localitate din comuna Šmarje pri Jelšah, Slovenia, cu o populație de 119 locuitori.